# Tolypocladium niveum
Tolypocladium niveum är en svampart som först beskrevs av Emil Rostrup, och fick sitt nu gällande namn av Bissett 1983. Tolypocladium niveum ingår i släktet Tolypocladium och familjen Ophiocordycipitaceae.   Inga underarter finns listade i Catalogue of Life.